# Change Partners
«Change Partners» es una canción popular compuesta por Irving Berlin en 1938 para la película Carefree, donde era interpretada por Fred Astaire.
La canción fue nominada al premio Óscar a la mejor canción original pero perdió frente a Thanks for the memory, canción cantada por Bob Hope y Shirley Ross en la película The Big Broadcast of 1938.